# Агенція торгівлі й розвитку Сполучених Штатів Америки
Агенція торгівлі й розвитку (англ. United States Trade and Development Agency (USTDA)) — незалежне агентство Федерального уряду Сполучених Штатів Америки. Метою діяльності агентства є: «просування економічного розвитку і комерційних інтересів США в країнах що розвиваються і в країнах посереднього розвитку». Ця агенція створена згідно з Актом міжнародної допомоги 1961 року.